# ۵ شعبان
۵ شعبان، پنجمین روز ماه شعبان در تقویم هجری قمری است.
در تقویم هجری قمری قراردادی این روز دویست و دوازدهمین روز سال است.

## تولدها
- ۳۸ ‐ علی بن حسین (سجاد)، چهارمین امام شیعیان[۱]

## درگذشت ها
- ۳۱۳ - زکریای رازی، پزشک، فیلسوف و شیمیدان ایرانی

## مناسبت‌ها
- در ایران: روز جانباز[۱]